# GP Denain 1983
De 25e editie van de wielerwedstrijd GP Denain werd gehouden op 5 april 1983. De start en finish vonden plaats in Denain in het Franse Noorderdepartement. Op het podium stonden de Belg William Tackaert, de Fransman Didier Vanoverschelde en de Engelsman Paul Sherwen; waarvan de laatste won.

## Uitslag
| GP Denain 1983 |                        |                       |           |
| Plaats         | Naam                   | Ploeg                 | tijd      |
| Winnaar        | Paul Sherwen           | La Redoute-Motobécane | 4u 39' 07 |
| 2              | William Tackaert       | Splendor-Euro Shop    |           |
| 3              | Didier Vanoverschelde  | La Redoute-Motobécane |           |
| 4              | Philippe Poissonnier   | Safir-Van de Ven      |           |
| 5              | Pascal Guyot           | La Redoute-Motobécane |           |
| 6              | Dirk Krikilion         | Safir-Van de Ven      |           |
| 7              | Willy Teirlinck        |                       |           |
| 8              | Rudy Delehouzée        | Safir-Van de Ven      |           |
| 9              | Johan De Muynck        | La Redoute-Motobécane |           |
| 10             | Jean-Luc Vandenbroucke | La Redoute-Motobécane |           |

1959 · 1960 · 1961 · 1962 · 1963 · 1964 · 1965 · 1966 · 1967 · 1968 · 1969 · 1970 · 1971 · 1972 · 1973 · 1974 · 1975 · 1976 · 1977 · 1978 · 1979 · 1980 · 1981 · 1982 · 1983 · 1984 · 1985 · 1986 · 1987 · 1988 · 1989 · 1990 · 1991 · 1992 · 1993 · 1994 · 1995 · 1996 · 1997 · 1998 · 1999 · 2000 · 2001 · 2002 · 2003 · 2004 · 2005 · 2006 · 2007 · 2008 · 2009 · 2010 · 2011 · 2012 · 2013 · 2014 · 2015 · 2016 · 2017 · 2018 · 2019 · 2020 · 2021 · 2022 · 2023 · 2024 · 2025